# Стиене (станция)
Стие́не (латыш. Stiene) — бывшая железнодорожная станция на участке Скулте — Ипики линии Рига — Руиена, неподалёку от посёлка Стиене на территории Скултской волости Лимбажского края. Станция Стиене была закрыта в 2007 году, наряду со всей линией. Ранее здесь останавливались дизель-поезда маршрутов Таллин — Рига, Рига — Пярну и Рига — Ипики.

## История
Станция открыта 4 ноября 1934 года. Двухэтажное пассажирское здание построено в 1938 году по проекту Т. Думписа. После полного прекращения пассажирского движения в 2001 году используется как жилой дом. Ранее в планах Стиене должна была являться конечной станцией электрифицированной линии, Рига — Стиене. Но из-за кризиса, конечной станцией стала Скулте.